# Heisuke Hironaka

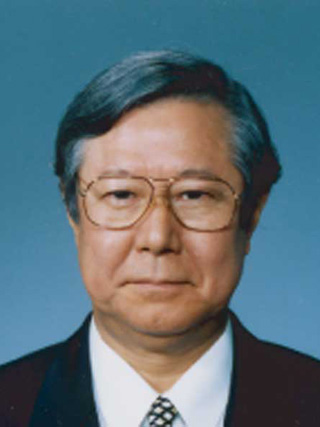
Heisuke Hironaka

Heisuke Hironaka (japanisch 広中 平祐, Hironaka Heisuke; * 9. April 1931 in Yuu, Kuga-gun (heute: Iwakuni), Präfektur Yamaguchi, Japan) ist ein japanischer Mathematiker und Träger der Fields-Medaille.

## Leben und Werk
Hironaka wurde als eines von 15 Kindern eines Kleiderhändlers (und zeitweiligen Textilfabrikanten) in einem 3000-Einwohner-Ort bei Hiroshima geboren. 1949–1954 studierte er an der Universität Kyōto zunächst Physik, wechselte dann aber zur Mathematik, deren Schwerpunkt dort unter Yasuo Akizuki bei abstrakter Algebra lag. 1957 folgte er einer Einladung von Oscar Zariski, der im Jahr zuvor in Kyōto war, nach Harvard, wo gleichzeitig andere später führende algebraische Geometer wie David Mumford, Steven Kleiman und Michael Artin studierten. 1959 war er auf Einladung von Alexander Grothendieck, mit dem er sich in Harvard 1958/9 befreundete, am IHES in Paris. Seine Bekanntschaft mit Grothendieck gab ihm nach eigenen Worten wesentliche Impulse – eine „globale“ Sichtweise – für seinen späteren Beweis der Auflösbarkeit von Singularitäten. Nach seiner Promotion 1960 bei Zariski ging er an die Brandeis University, ab 1964 an die Columbia University in New York und von 1968 an als Professor nach Harvard. Schon 1975–1988 war er gleichzeitig Professor in Kyōto, wo er 1983–1985 auch Direktor des „Research Institute for Mathematical Sciences“ (RIMS) war. In Japan ist er so angesehen und einflussreich, dass sein Name auch bei vielen Nicht-Mathematikern ein Begriff ist. 1996–2002 war er Direktor der Universität Yamaguchi in seiner Heimatpräfektur.
Er arbeitete auf dem Gebiet der Algebraischen Geometrie, genauso wie die anderen beiden Fields-Medaillisten aus Japan Kunihiko Kodaira und Shigefumi Mori.
Hironaka bewies 1964, dass man die Singularitäten einer algebraischen Varietät beliebiger Dimension über Körpern der Charakteristik Null auflösen kann.
Vor Hironaka hatte schon Robert Walker nach Vorarbeiten von Giacomo Albanese u. a., die bis ins 19. Jahrhundert zurückreichen, 1935 die Auflösbarkeit für algebraische Flächen über den komplexen Zahlen gezeigt, und Zariski selbst bewies dies 1939 mit rein algebraischen Methoden für Körper der Charakteristik 0 (für Flächen und Kurven). Außerdem bewies er 1944 die Auflösbarkeit in Charakteristik 0 und Dimension 3.
Für seinen Beweis, der knapp 200 Seiten lang und außergewöhnlich schwer verständlich ist, erhielt Hironaka 1970 die Fields-Medaille (Vortrag: Desingularization of complex analytic varieties). Der Beweis, den Hironaka selbst keineswegs als kompliziert ansieht, ist inzwischen durch Orlando Villamayor, Santiago Encinas, Edward Bierstone, Pierre Milman, Steven Dale Cutkosky, Herwig Hauser, János Kollár u. a. vereinfacht worden – er passt jetzt auf ca. 20 Seiten. Einen alternativen Beweis mit seiner Methode der Alterationen gab de Jong 1997. Ob man in positiver Charakteristik (also für Varietäten über endlichen Körpern) Singularitäten auflösen kann, ist nur in der Dimension 2, also für algebraische Flächen, bekannt (Beweis von S.S.Abhyankar 1956), im Allgemeinen aber bis heute offen. Hironaka selbst arbeitete bis in die jüngste Zeit am Beweis für Charakteristik p und veröffentlichte 2017 auf seiner Webseite einen Preprint mit einem Beweisversuch.
1962 war er Invited Speaker auf dem Internationalen Mathematikerkongress in Stockholm (On resolution of singularities (characteristic zero)).
Hironaka ist mit der Politikerin Wakako Hironaka verheiratet und hat zwei Kinder.
Er wurde 1967 mit dem Asahi-Preis ausgezeichnet, 1969 in die American Academy of Arts and Sciences und 1994 in die Russische Akademie der Wissenschaften gewählt. 1975 wurde er mit dem japanischen Kulturorden ausgezeichnet. 1998 wurde der Asteroid (6978) Hironaka nach ihm benannt. Hironaka ist Ehrendoktor der Universität Nizza.
Seine Autobiographie (Die Freude zu Lernen) ist einflussreich in Japan und Südkorea (sie erschien in Japanisch und Koreanisch).

## Zitate
Die Welt ist wegen ihrer Singularitäten interessant ... Glatte Objekte kann man aus der Ferne betrachten und ihre Form erkennen, bei Singularitäten muss man näher und näher kommen.. Hawking sagte, dass in einem schwarzen Loch ein anderes Universum ist. Eine Singularität ist so ähnlich: Wenn man sie näher betrachtet, sieht man ein großes Universum. Das Problem in der Behandlung von Singularitäten ist, dass diese zwar nur Punkte sind, aber sehr sehr viele Dinge beinhalten. Um zu sehen, was darin ist, muss man sie aufblasen, vergrößern, sie glatt machen, dann kann man das ganze Bild sehen. (Hironaka, Interview, Notices AMS 2005)

## Schriften (Auswahl)
- On the arithmetic genera and the effective genera of algebraic curves. In: Memoirs of the College of Science, University of Kyoto. Series A: Mathematics. Band 30, Nr. 2, 1957, S. 177–195, doi:10.1215/kjm/1250777055.
- On the resolution of singularities (characteristic zero). In: Proceedings of the International Congress of Mathematicians. 15–22 August 1962. Institut Mittag-Leffler, Djursholm 1963, S. 507–521, (online; Der Kongress fand in Stockholm statt.).
- An example of a non-Kählerian complex-analytic deformation of Kählerian complex structures. In: Annals of Mathematics. Serie 2, Band 75, Nr. 1, 1962, S. 190–208, JSTOR:1970426.
- Resolution of singularities of an algebraic variety over a field of characteristic zero. Teil I, II. In: Annals of Mathematics. Serie 2, Band 79, Nr. 1, 1964, S. 109–203, JSTOR:1970486; Band 79, Nr. 2, 1964, S. 205–326, JSTOR:1970547.
- On the characters {\displaystyle \nu ^{*}} and {\displaystyle \tau ^{*}} of singularities. In: Journal of Mathematics of Kyoto University. Band 7, Nr. 1, 1967, S. 19–43, doi:10.1215/kjm/1250524306, (Dazu: Corrections to On the characters {\displaystyle \nu ^{*}} and {\displaystyle \tau ^{*}} of singularities. This Journal, Vol. 7, No. 1(1967). In: Journal of Mathematics of Kyoto University. Band 7, Nr. 3, 1967, S. 325–327, doi:10.1215/kjm/1250524230).
- mit Hideyuki Matsumura: Formal functions and formal imbeddings. In: Journal of the Mathematical Society of Japan. Band 20, Nr. 1/2, 1968, S. 52–82, doi:10.2969/jmsj/02010052.
- Additive groups associated with points of a projective space. In: Annals of Mathematics. Serie 2, Band 92, Nr. 2, 1970, S. 327–334, JSTOR:1970839.
- Desingularization of complex-analytic varieties. In: Actes du Congrès International des Mathématiciens 1970. Band 2: Géométrie et topologie (C), Analyse (D). Gauthier-Villars, Paris 1971, S. 627–631, (Der Kongress fand vom 1.–10. September in Nizza statt.).
- Introduction to real-analytic sets and real-analytic maps (= Quaderni dei Gruppi di Ricerca Matematica del Consiglio Nazionale delle Ricerche.). Istituto Matematico “L. Tonelli” dell’Università di Pisa, Pisa 1973.
- Introduction to the theory of infinitely near singular points (= Memorias de Matematica del Instituto “Jorge Juan”. Nr. 28). Consejo Superior de Investigaciones Cientificas, Madrid 1974, ISBN 84-00-04033-3.
- mit José M. Aroca, José L. Vicente The theory of the maximal contact (= Memorias de Matematica del Instituto “Jorge Juan”. Nr. 29). Consejo Superior de Investigaciones Cientificas, Madrid 1975, ISBN 84-00-04242-5.
- mit José M. Aroca, José L. Vicente Desingularization theorems (= Memorias de Matematica del Instituto “Jorge Juan”. Nr. 30). Consejo Superior de Investigaciones Cientificas, Madrid 1977, ISBN 84-00-03602-6.
- mit Tōsuke Urabe: Kaiseki kūkan nyūmon. Asakura, Tokio 1981, OCLC 30763551, (Einführung in analytische Räume. (Japanisch)).
- Fame, Sweet and Bitter. In: Peter Hilton, Friedrich Hirzebruch, Reinhold Remmert (Hrsg.): Miscellanea Mathematica. Springer, Berlin u. a. 1991, ISBN 3-540-54174-8, S. 155–176.
- als Herausgeber mit Stanislaw Janeczko: Geometric singularity theory (= Banach Center Publications. 65, ISSN 0137-6934). Polish Academy of Sciences – Institute of Mathematics, Warschau 2004, (Erinnerungsband an Lojasiewicz).
- mit José Manuel Aroc und José Luis Vicente: Complex Analytic Desingularization. Springer, Tokio 2018, ISBN 978-4-431-70218-4.